# Callithea optima
Callithea optima är en fjärilsart som beskrevs av Butler 1869. Callithea optima ingår i släktet Callithea och familjen praktfjärilar. Inga underarter finns listade i Catalogue of Life.